# Färöische Kunst

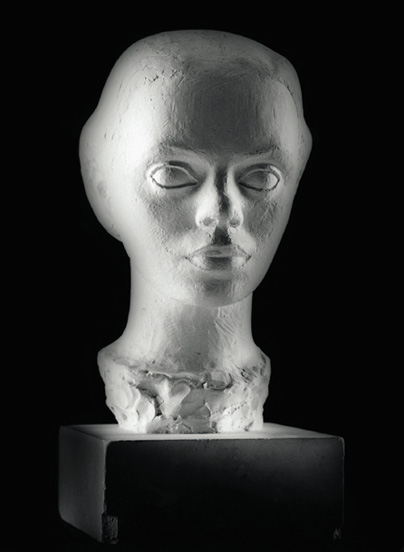
Als Janus Kamban 1937 die Büste Elinborg schuf, konnte noch keiner ahnen, dass aus dieser jungen Frau die berühmte Grafikerin Elinborg Lützen (1919–1995) werden würde, die bei ganzen Generationen von färöischen Kindern wegen ihrer Märchenillustrationen fest in der Vorstellungswelt verankert ist. Foto: Ole Wich für das Kunstmuseum der Färöer.

Die färöische Kunst entstand im 20. Jahrhundert und ist stark durch die färöische Landschaft und das Inselleben inspiriert. Spätestens in den 1930ern konnten sich eine Reihe färöischer bildender Künstler etablieren, die teilweise auch in Dänemark lernten, lebten und wirkten.
Die färöische Kultur hat eine sehr lange Tradition seit dem Mittelalter. Die typischen Ausdrucksformen waren über die Jahrhunderte nur der Kettentanz mit den dazugehörigen Balladen, die mündlich überliefert wurden und so das Überleben der färöischen Sprache ermöglichten, bis sich im 19. Jahrhundert die färöische Literatur entwickeln konnte.
Neben der dramatischen Natur liefern die alten, in den Balladen überlieferten, Mythen, Märchen und Sagen weitere Themen der modernen bildenden Kunst auf dem Nordatlantik-Archipel.

## Künstler der ersten Generation
Mit der nationalen Erweckungsbewegung gegen Ende des 19. Jahrhunderts und den damit einhergehenden national-romantischen Strömungen im Geistesleben fingen die Leute an, sich neben der eigenen Sprache und Literatur auch für die Landschaft und ihre Darstellung zu interessieren. Die ersten Maler waren Amateure, die Berge, Dörfer, den Himmel und das Meer malten. Aber auch folkloristische Motive spielten eine Rolle. Inspiriert waren sie von den skandinavischen Romantikern des 19. Jahrhunderts, und auch die erste Generation der professionellen und halbprofessionellen Künstler kann der Romantik zugeordnet werden.
William Heinesen (1900–1991) kann als der „Übervater“ der färöischen Kulturszene des 20. Jahrhunderts bezeichnet werden. Er war nicht nur ein international bekannter Schriftsteller und Dichter, sondern auch ein bildender Künstler. Sein Werk erstreckt sich von Buchillustrationen über Gemälde bis hin zu seinen charakteristischen Scherenschnitten. Kennzeichnend waren oft seine satirischen und humoristischen Untertöne, die andere Künstler inspirieren sollten.
Mikines (1906–1979) gilt als der erste professionelle und gleichzeitig einer der bedeutendsten Maler der Färöer. Zusammen mit Heinesen organisierte er 1927 die erste Kunstausstellung in der Hauptstadt Tórshavn.

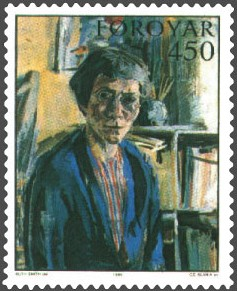
Ruth Smith: Sjálvsmynd (Selbstbild) 1956, 79 × 59 cm, Kunstmuseum der Färöer. Briefmarke von 1985

Ruth Smith (1913–1958) war eine besonders sensible Malerin, die wie keine andere das färöische Licht einfing. Zwei ihrer Selbstporträts zählen zu den bedeutendsten färöischen Gemälden.
Janus Kamban (1913–2009) ist der führende Bildhauer der Färöer. Klare und ruhige Formen zeichnen auch sein grafisches Werk aus.
Frimod Joensen (1914–1997) malte seine natürliche Umgebung als Teil einer großen Geschichte, während die Grafikerin Elinborg Lützen (1919–1995) Märchen, Mythen und Legenden zum Inhalt ihrer Werke machte.
Jóannis Kristiansen (1918–1988) schließlich, wird zu den wenigen färöischen Impressionisten gezählt.

## Künstler der zweiten Generation
Nach dem Zweiten Weltkrieg erlangten die Färöer nicht nur die lange ersehnte weitgehende Autonomie, sondern sie besaßen auch eine reiche Kunstszene, die weiterhin hauptsächlich die expressionistische Landschaftsmalerei als Schwerpunkt hatte. Hauptmotiv waren die färöischen Dörfer. Im Laufe der Jahre wurde die bildende Kunst immer experimenteller. Kulturelles Zentrum ist Tórshavn, und gemessen an der Einwohnerzahl der Färöer leben hier erstaunlich viele Menschen von ihrer Kunst. Die Malerei spielt heute eine Schlüsselrolle in der färöischen Kultur.

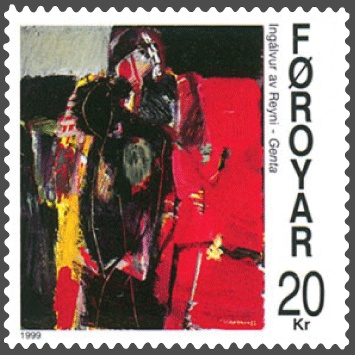
Ingálvur av Reyni: Genta (Mädchen). Briefmarke von 1999

Ingálvur av Reyni (1920–2005) ist derjenige färöische Künstler, der sich am weitesten von der gegenständlichen Malerei entfernt hat und als Vertreter der abstrakten Kunst angesehen werden kann. Sein Freund Hans í Mikladali (1920–1970) wollte hoch hinaus mit großen Fresken und Mosaiken. Krankheit und sein früher Tod hinderten ihn an der Realisierung seiner Großprojekte.
Steffan Danielsen (1922–1976) gilt mit den ganz eigentümlichen melancholischen Interpretationen der Landschaft seiner Heimatinsel Nólsoy als eine „Klasse für sich“.
Zacharias Heinesens (* 1936) Kunst beschäftigt sich auf dekorativ-expressionistische Weise meist mit dörflichen Motiven. Jeder Färinger und Besucher kennt die färöischen Geldscheine, deren Rückseiten er gestaltet hat. Die Kirche in Husum schmückt ein Altarbild von ihm. Er dürfte damit der einzige Künstler der Färöer sein, der permanent mit einem seiner Werke in Deutschland verewigt ist.
Thomas Arge (1942–1976) demonstrierte in seinem kurzen Leben, dass die färöische Landschaft viele Aspekte bereithält, die bisher nicht dargestellt wurden.
Olivur við Neyst (* 1953) stellt seinen Heimatort Klaksvík in kubistischen Bildern vor.
Tróndur Patursson (* 1944) geht in der Bildhauerei experimentelle Wege mit ungewöhnlichen Materialien. Er malt auch - auf Glas.
Bárður Jákupsson (* 1943) gilt als ein Multitalent: Maler, Autor von Kunstbüchern, ehemaliger Direktor des Kunstmuseums der Färöer, Buchillustrator und Briefmarken-Gestalter.
Briefmarken gestaltet auch die Textilkünstlerin Astrid Andreasen (* 1948), genauso wie der Grafiker Anker Eli Petersen (* 1958), von dem alle Landkarten der Inseln der Färöer stammen, die hier bei Wikipedia verwendet werden.
Der 1968 in Klaksvík geborene Maler Hanni Bjartalíð besuchte die „Nordiska Konstskolan“ in Kokkola und lebt heute in Lahti (Finnland).